# Gondar (Caminha)
Gondar is een plaats (freguesia) in de Portugese gemeente Caminha en telt 241 inwoners (2001).

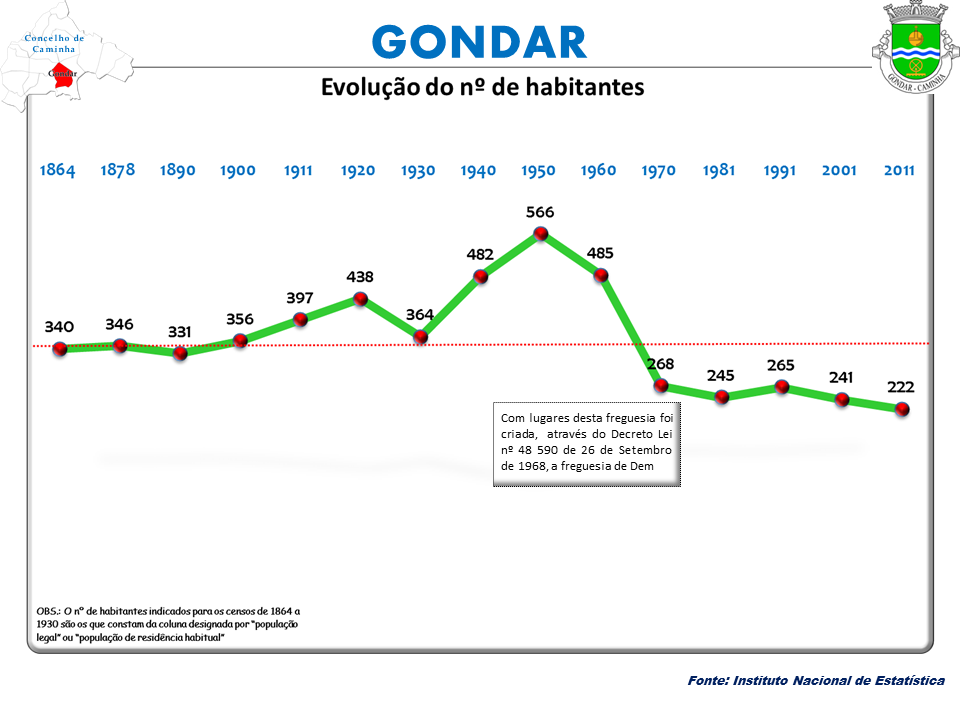
Bevolkingsontwikkeling tussen 1864 en 2011